# Cabirs
Els Cabirs (en grec antic Κάβειροι) van ser unes divinitats del foc, fills d'Hefest i de Cabiro. Tenien el santuari principal a Samotràcia, on se celebraven periòdicament uns misteris, encara que se'ls rendia culte a tot arreu, fins i tot a Egipte, a Memfis, segons Heròdot. El seu origen és incert, però es troben figures similars en alguns pobles asiàtics i el nom amb què se'ls coneix sembla emparentat amb l'arrel semítica que significa "gran". Segons Acusilau, de la seva relació amb Cabiro, el déu va tenir un fill, Càdmil, que al seu torn engendrà tres Cabirs, que van ser pares de les nimfes Cabírides. Però Ferècides explica que els Cabirs eren els fills d'Hefest i de Cabiro, la filla de Proteu. En aquestes versions, les nimfes Cabírides, que eren tres, eren germanes dels Cabirs, que també eren tres. Alguns autors consideren que hi havia set Cabirs (un per cada planeta conegut a l'antigor) i que el seu pare va ser el fenici Sidik. Mnasees de Patara parla de quatre Cabirs: Axíer, Axiocersa, Axiocers i Càdmil, que s'identifiquen respectivament amb Demèter, Persèfone, Hades i Hermes, i de vegades, a la mitologia romana, amb Júpiter, Mercuri, Juno i Minerva. En aquesta versió, Cabirs, seria un nom místic de les divinitats invocades. Els Cabirs s'identifiquen de vegades amb Jasió i Dàrdanos, fills de Zeus i Electra, que també són herois de Samotràcia.
Com a déus metal·lúrgics, se suposava que ajudaven el seu pare a la farga de Lemnos. Habitants del món subterrani, eren invocats sovint pels pagesos perquè afavorissin les collites. Aquest caràcter subterrani feu que s'identifiquessin també amb el culte als morts.
Als Cabirs no se'ls podia anomenar impunement, i normalment se'ls invocava com "els Grans Déus". Es deia que els Cabirs havien assistit al naixement de Zeus, cosa que els fa estar integrats al seguici de Rea. Són servents de la deessa, i de vegades se'ls confon amb els Coribants. A l'època hel·lenística són sobretot protectors de la navegació i per això s'associen als Dioscurs.